# Рейган, Рональд
Ро́нальд Уи́лсон Ре́йган (англ. Ronald Wilson Reagan американское произношение: [ˈreɪɡən] (слушать)о файле; 6 февраля 1911, Тампико, штат Иллинойс, США — 5 июня 2004, Лос-Анджелес, штат Калифорния, США) — американский государственный и политический деятель, актёр, 40-й президент США (1981—1989) от Республиканской партии. Президент Гильдии киноактёров США. Рейган как политик известен своей социально-экономической инициативой внедрения англосаксонской модели и рейганомикой.
Был 33-м губернатором штата Калифорния (1967—1975). Также известен как киноактёр и радиоведущий.
В 1976 году Рейган боролся на праймериз Республиканской партии, но проиграл действующему президенту Джеральду Форду. В 1980 году выиграл праймериз и сокрушил на президентских выборах президента Джимми Картера. В 1984 году победил повторно. За свою каденцию Рейган и его администрация развили модель «рейганомики», которая включала дерегулирование экономики, а также сокращение налогов и государственных расходов. Он усилил гонку вооружений и отошёл от политики «холодной войны» к диалогу разрядки с Советским Союзом (вместе с советским лидером Михаилом Горбачёвым предотвратил возможность ядерной войны, кульминацией чего стал Договор о ликвидации ракет средней и меньшей дальности). Фактически за период президентства Рейгана США победили СССР в «холодной войне».
Рональд Рейган существенно повлиял на становление классического американского консерватизма и модели правого экономического либерализма. Его историческая роль очень высоко оценивается в работах историков и современных американских опросах.

## Биография

### Юность

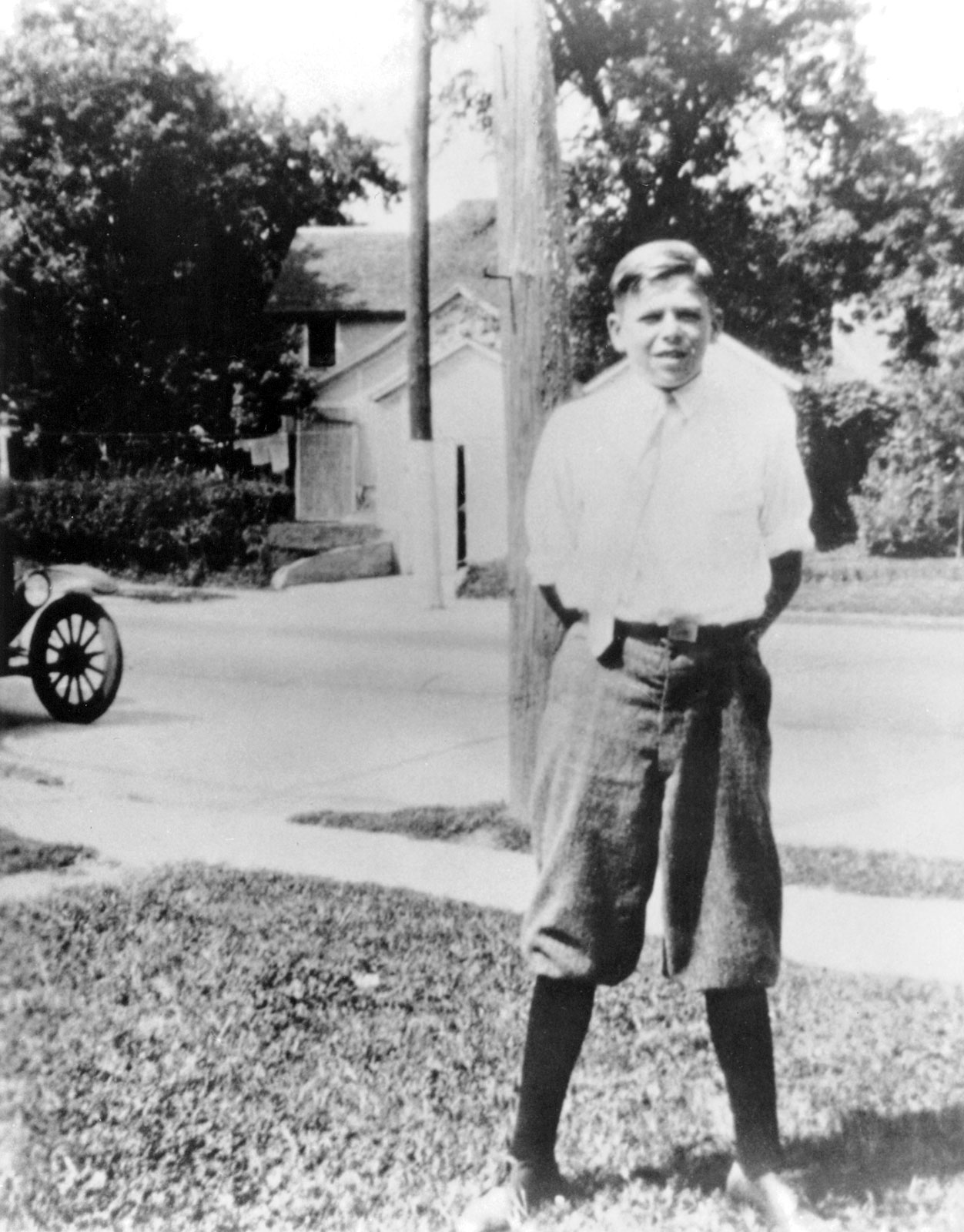
Рональд Рейган, юность в Диксоне, 1922 г.

Родился 6 февраля 1911 года в квартире этажом выше местного банка в деревне Тампико (штат Иллинойс). Позднее он заметил:

Семьдесят три года назад я родился в Тампико, штат Иллинойс, в крошечной квартирке в доме, где на первом этаже был банк. Других контактов с банками у меня не было. (26 апреля 1984)
— 
Отец — Джон Эдвард «Джек» Рейган, мать — Нелл Уилсон Рейган. Отец был ирландско-католического происхождения, а мать имела английские и шотландские корни. У Рональда был также старший брат — Нил Рейган (1908—1996), ставший рекламщиком. Увидев новорождённого сына, Джек Рейган заметил:

Он выглядит как маленький толстячок-голландец, но кто знает, он может вырасти и однажды стать президентом.
Оригинальный текст (англ.)He looks like a fat little Dutchman. But who knows, he might grow up to be president some day.
Семья Рейгана некоторое время жила в различных городах штата Иллинойс, включая Монмут, Гейлсберг и Чикаго. В 1919 году они вернулись в Тампико и жили над универсальным магазином Питни, в котором работал Джек. Став президентом и поселившись в Белом доме, Рейган пошутил, что он опять живёт над магазином. После закрытия магазина Питни Стор в 1920 году Рейганы переехали в город Диксон, штат Иллинойс; «маленькая вселенная» Среднего Запада оставила в памяти Рональда сильное впечатление. Он посещал среднюю школу в Диксоне, где проявлял интерес к актёрскому искусству, спорту и развивал навыки рассказчика. Частые переезды с места на место заставляли Рональда менять школы, и каждый раз ему как новичку приходилось преодолевать насторожённое недоверие одноклассников. Дела пошли на лад только в 1924 году, после успешной игры Рональда в футбольной команде Диксона. Однако наибольшего признания окружающих он добился, работая на своей первой работе в качестве спасателя в Лоуэлл-Парк на реке Рок-ривер. За 7 сезонов, начиная с 1926 года, им было спасено 77 утопающих, чем Рейган гордился всю свою жизнь.
В 1928 году он окончил среднюю школу в Диксоне и поступил в Юрика-колледж (Юрика (Иллинойс)) на факультет экономики и социологии. Правда, там, как и в школе, он отнюдь не блистал в науках. Когда годы спустя студенты спросили его, какова польза в том, чтобы быть президентом, он ответил: «Я мог отдать ФБР приказ строго засекретить мои школьные оценки». В то же время он старался активно участвовать в общественной жизни, был членом студенческого братства Тау Каппа Эпсилон и со временем даже возглавил организацию студенческого самоуправления. На этом посту он возглавил студенческий бунт против президента колледжа, собравшегося сократить факультет. Также он активно занимался спортом, включая американский футбол. Позже он заметил:

Я не играл в бейсбол, потому что у меня были проблемы со зрением. Поэтому я стал играть в футбол. Там и мячик, и ребята покрупнее.
— 27 января 1987
Пол Кенгор, автор книги «Бог и Рональд Рейган» (англ. God and Ronald Reagan), пишет, что Рейган был весьма религиозен и верил в божественное происхождение человека, эта вера исходила от его матери Нелл и протестантской церкви «Ученики Христа», прихожанином которой он стал в 1922. Возможно это повлияло на формирование весьма необычных для того времени взглядов на межрасовые отношения. Известен случай в Диксоне, когда Рейган привёл в дом темнокожих, а его мать пригласила их остановиться на ночь и наутро накормила гостей завтраком.

### Карьера в кино и на радио

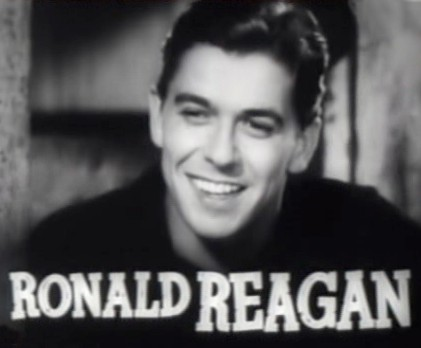
Рейган в фильме «Ковбой из Бруклина» в 1938 году

Рейган начал артистическую карьеру в качестве радиоведущего. После окончания колледжа в 1932 году он переехал в штат Айова, где работал на многих маленьких радиостанциях.
Университет Айовы нанял Рейгана освещать по радио игру футбольной команды «Айова Янкис». За каждый репортаж он получал по 10 долларов. Позднее Рон говорил, что время, когда он работал спортивным комментатором, было лучшим в его жизни. Позже он поступил на должность диктора радиостанции WOC в городке Давенпорт в Айове, где получал уже 100 долларов в месяц. Благодаря своему голосу он приглашён на радиостанцию WHO в Де-Мойне, где комментировал в прямом эфире матчи бейсбольной команды Чикаго Кабс, находясь на стадионе.
После путешествия вместе с Кабс по Калифорнии Рейган в 1937 году прошёл кинопробы и подписал семилетний контракт со студией Уорнер Бразерс.
Его первая роль была в фильме «Любовь в прямом эфире» (1937). В 1938 году актёр вступил в профсоюз киногильдии. До конца 1939 года он появился в 19 фильмах, в 1940-м — в фильме «Победить темноту». Перед съёмками в известном фильме «Дорога на Санта-Фе» он сыграл знаменитого футболиста Джорджа Гиппера в биографической ленте «Ньют Рокни — настоящий американец». С тех пор кличка «Гиппер» надолго закрепилась за Рональдом.
Наиболее заметная роль была сыграна Рейганом в 1942 году в фильме «Кингз Роу». Картина была номинирована на премию «Оскар», однако игра Рональда не встретила всеобщего одобрения (один из обозревателей даже написал, что актёр «легкомысленно ознакомился с характером своего героя»). Хотя многие кинокритики и отмечают, что это был лучший фильм Рейгана, репортёр The New York Times Босли Кроутер, один из самых авторитетных кинокритиков, также раскритиковал этот фильм.
Сам же Рональд отметил, что «Кингз Роу» сделал его звездой. Однако развить успех дальше не получилось, так как спустя два месяца после выхода фильма на экраны будущий президент был призван в армию и уже никогда не достиг такого киноуспеха.
После возвращения со службы Рейган снялся в фильмах: «Эта армия» (1943), «Бонзо, пора спать!» (1951), «Партнёр из Теннеси» (1952), «Закон и порядок» (1953) «Морские ведьмы» (1957), «Королева скота из Монтаны» (1954) и в ремейке фильма 1946 года «Убийцы» (1964).
За всю свою кинокарьеру Рейган снялся в 54 художественных фильмах. В большинстве случаев это были малобюджетные фильмы категории «B», рассчитанные на небольшую аудиторию. Они не получали множества хороших отзывов и широкой известности. Позднее он пошутил:

Продюсеры не стремились сделать эти фильмы хорошими — они стремились сделать их к четвергу.
Оригинальный текст (англ.)
The producers didn’t want them good, they wanted them Thursday.

#### Военная служба

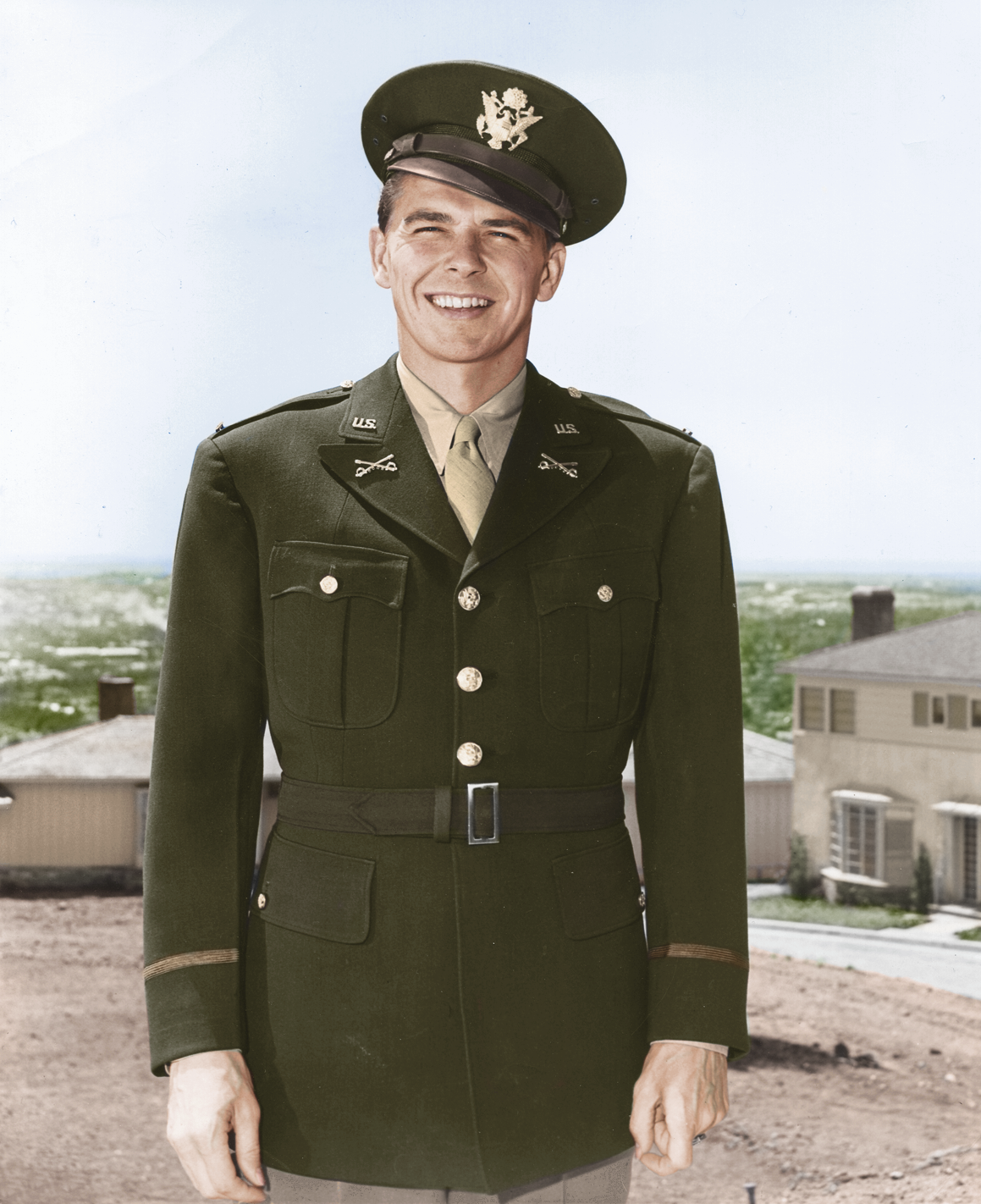
Рональд Рейган во время Второй мировой войны

29 апреля 1937 года, после прохождения 14[уточнить] заочных военных курсов, Рейган был зачислен в ряды армейского резерва и рядовым приписан к эскадрону B 322-го кавалерийского полка в Де-Мойне (Айова). 25 мая 1937 года ему было присвоено звание второго лейтенанта Кавалерийского Офицерского Резервного Корпуса.
18 июня он был приписан к 323-му кавалерийскому полку. Его служебный номер был: 0 357 403.
18 апреля 1942 года он получил приказ об отправке на фронт, но медкомиссия классифицировала его лишь ограниченно годным по причине близорукости, что исключало несение службы за границей. Его первым назначением стал пост офицера связи в погрузочном порту Сан-Франциско (Форт-Мейсон, Калифорния), он осуществлял взаимодействие между управлениями порта и транспорта. Получив одобрение ВВС Армии США, он перешёл в их ряды 15 мая 1942 года из кавалерии и получил назначение в службу связей с общественностью; впоследствии был переведён в Первый кинопроизводственный отдел (официальное название: 18-я авиабаза ВВС, англ. 18th AAF Base Unit) в Калвер-Сити (Калифорния).
14 января 1943 года Рейган был произведён в звание первого лейтенанта и был отправлен служить в англ. Provisional Task Force Show Unit в городе Бербанк. Отбыв там службу, он вернулся в Первый кинопроизводственный отдел. 22 июля 1943 года Рейган был повышен в звании до капитана.
В январе 1944 года капитан Рейган был отправлен для прохождения временной службы в Нью-Йорк, где он должен был принять участие в открытии Шестого Военного Займа (англ. Sixth War Loan Drive; заём средств у населения на финансирование войны). 14 ноября 1944 года он снова был направлен на 18-ю военно-воздушную базу, где и прослужил до конца войны. 2 февраля 1945 года его кандидатура была рекомендована в звание майора, но эту рекомендацию отклонили 17 июля этого же года. Он вернулся в форт Мак-Артур в Калифорнии, где закончил службу 9 декабря 1945 года. К окончанию Второй мировой войны его подразделение сняло 400 учебных фильмов для ВВС США.

#### Профсоюзный деятель

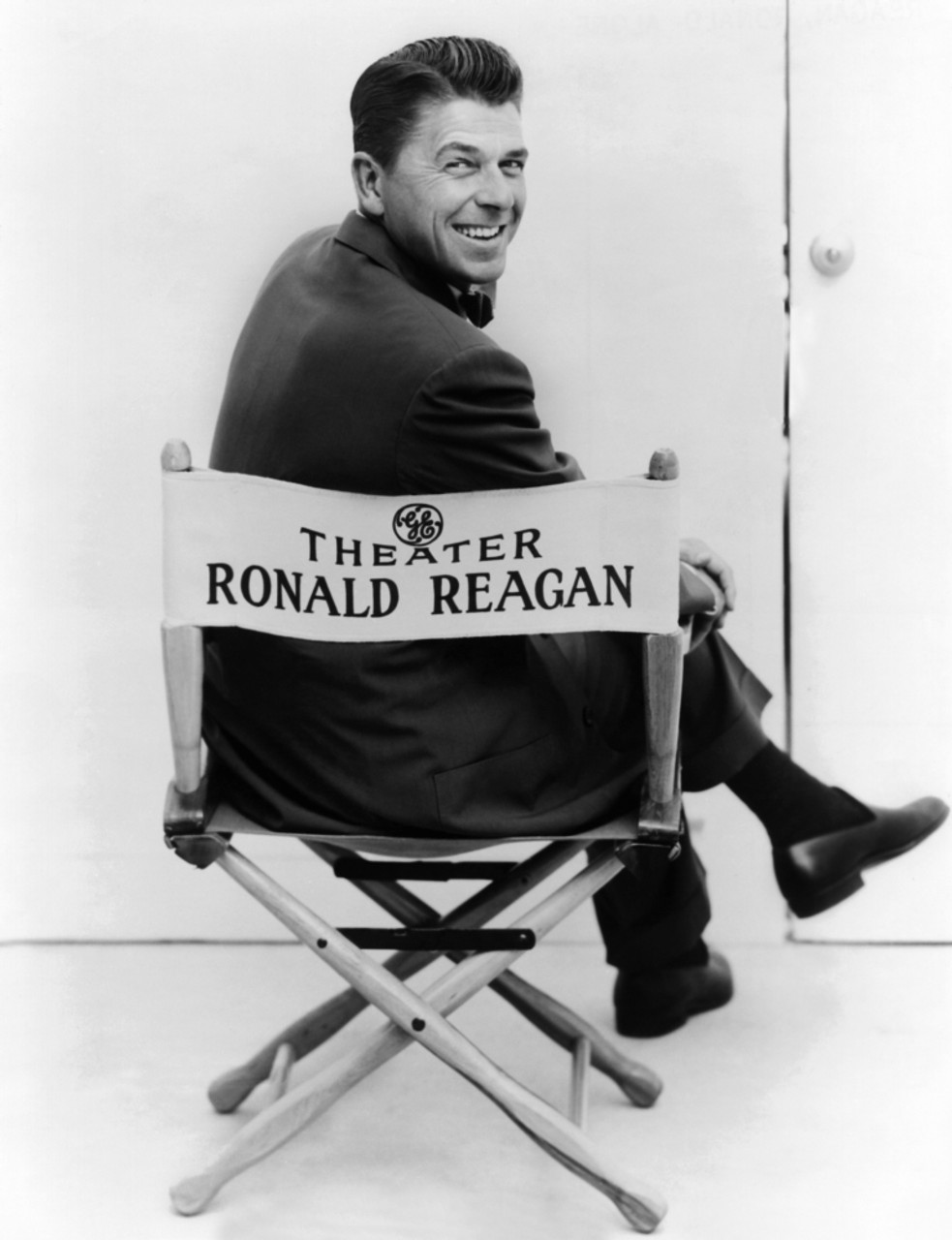
Телеактёр Рональд Рейган в роли ведущего телесериала General Electric Theater

В 1941 году Рейган был впервые избран в совет директоров гильдии киноактёров в качестве запасного члена. Он не имел влияния на деятельность гильдии в первые годы его пребывания в профсоюзе. Он просто присутствовал на заседаниях правления и внимал тому, что говорили его более опытные и влиятельные члены, среди которых были довольно известные и популярные актёры того времени. После своей демобилизации он стал третьим вице-президентом гильдии киноактёров в 1946 году.
В 1947 году в организации произошёл конфликт интересов и правил, что привело к отставке 6 членов совета директоров и президента гильдии. Рейгана номинировали кандидатом в президенты ГКА на досрочных выборах и он эти выборы выиграл. Позднее он избирался президентом пять лет подряд, с 1947 по 1952 год, а в шестой раз был избран после перерыва в 1959 году. За это время Рейган провёл гильдию через весьма непростые годы, которые были отмечены трудовыми спорами: о законе Тафта — Хартли, слушания HUAC (комиссии по расследованию антиамериканской деятельности) и голливудской эры чёрного списка.
В начале 1940-х Рейган сотрудничал с ФБР, сообщая им имена тех работников киноиндустрии, кого он подозревал в симпатии к коммунизму.
Также в 1947 году, как президент гильдии, Рейган давал показания перед HUAC относительно влияния коммунистов на киноиндустрию. Рейган был убеждён, что коммунисты пытаются завладеть киноиндустрией, а «русские уже послали свой передовой отряд, чтобы завоевать нас» (1951).
Будучи ярым антикоммунистом, он подтвердил свою приверженность принципам демократии, заявив: «Я, как гражданин, никогда не хотел видеть нашу страну принуждённой ослабить какой-либо из наших демократических принципов в результате страха или возмущения, связанного с этой группой».
В конце 1950-х Рейган снялся в нескольких небольших киноролях и решил присоединиться к медиа. Он был приглашён на роль ведущего ставшего очень популярным еженедельного драматического сериала General Electric Theater. Согласно контракту, он должен был десять недель в году объезжать заводы «Дженерал Электрик», ему часто приходилось произносить по 14 речей за день. Он получал примерно 125 тысяч долларов за год (в 2008 году это означало бы примерно 1 млн долларов).
Его последняя работа как профессионального актёра была в роли ведущего и исполнителя в телесериале «Дни в Долине Смерти» с 1964 по 1965 год.

### Начало политической карьеры
Рейган был зарегистрированным членом Демократической партии, он восхищался личностью президента Франклина Рузвельта и поддерживал его экономическую программу. Однако в начале 1950-х его политические взгляды стали более консервативными. В результате он, оставаясь в рядах демократов, поддержал предвыборные президентские кампании — 1952 и 1956 республиканца Дуайта Эйзенхауэра, а в 1960 — кампанию республиканца Ричарда Никсона. Находясь на посту в «Дженерал Электрик», Рейган объезжал заводы компании по всей стране и произносил речи перед служащими. Часто его речи были окрашены в политический тон с позиций консерватизма, в них отражалась идея поддержки бизнеса. Свои речи Рейган писал сам, трудясь над ними ежедневно. Позднее, уже во время президентства, у него были собственные спичрайтеры, однако речи, написанные ими, Рейган редактировал, а когда у него появлялось время — писал собственные речи. Однако его выступления всё больше расходились с официальным курсом компании, и в 1962 Рейган был уволен из «Дженерал Электрик».
Рейган выступал против некоторых гражданских прав, хотя позднее он изменил позицию, проголосовав за права и честное жилищное строительство. При этом он энергично отрицал расистские мотивы.
После введения в 1961 законодательства о медицинском страховании Рейган записал обращение к Американской медицинской ассоциации, предупреждая, что введение подобного закона может означать конец свободы в Америке. Рейган заявил, что если слушатели не напишут свои письма, чтобы предупредить такое развитие событий, то «мы можем [однажды] проснуться в социализме. Если вы не сделаете этого и я не сделаю этого, в один из дней, вспоминая прошедшие светлые годы и рассказывая детям и детям наших детей, что когда-то была такая Америка, в которой люди были свободны».
В 1964 году, два года спустя после смены партии, Рейган присоединился к президентской кампании консервативного кандидата Барри Голдуотера. Говоря в поддержку Голдуотера, он подчёркивал свою убеждённость в уменьшении правительственного регулирования. В своей знаменитой речи от 27 октября 1964 года на партийной конвенции Рейган раскрыл собственные идеологические взгляды: «Отцы-основатели знали, что правительство не может контролировать экономику не управляя людьми. Они знали, что если правительство желает чего-то добиться, оно должно использовать силу и принуждение для достижения поставленной цели. Пришло время — время выбирать». Эта речь стала известной под названием «Время выбирать», благодаря ей удалось собрать 1 млн долл. на кампанию Голдуотера. Принято считать, что речь стала стартом политической карьеры Рейгана.

### Губернатор Калифорнии (1967—1975)

Рональд и Нэнси Рейган отмечают победу Рейгана на губернаторских выборах в отеле «Балтимор» (Лос-Анджелес)

Калифорнийские республиканцы были впечатлены политическими взглядами и харизмой Рейгана после произнесения им речи «Время выбирать» и в 1966 году выдвинули его кандидатуру на пост губернатора Калифорнии. В своей предвыборной кампании Рейган придал особое внимание двум основным темам: «Заставить вернуться на работу бездельников, сидящих на социальных программах» и «Очистить от смуты Беркли» (в калифорнийском университете Беркли в то время проходили антивоенные студенческие протесты, а также расцвели различные оппозиционные группы, в том числе ультрарадикального толка).
Он выиграл выборы, одержав победу над губернатором Эдмундом Пэтом Брауном, который пытался пойти на третий срок.
3 января 1967 года, в 9 минут после полуночи, он принёс присягу. В 1988 Рейган объяснил, что выбрал именно это время, так как его предшественник Эдмунд Браун «должен был заполнить списки назначений и списки судей» в последние дни своего пребывания на посту губернатора. Профессор Марчелло Труцци, социолог Восточного университета Мичигана, который изучал интерес Рейгана к астрологии, прокомментировал объяснение Рейгана как «нелепое», так как Рейган принял своё решение шестью неделями раньше, основным мотивом послужил совет давнего друга Рейгана астролога Кэрол Райтер.
В ходе своего первого срока он заморозил правительственный наём и допустил рост налогов для сбалансирования бюджета. Вскоре после начала своих полномочий Рейган выдвинул свою кандидатуру на первичных выборах от республиканской партии на президентских выборах — 1968, рассчитывая лишить кандидата Никсона поддержки Юга и стать компромиссным кандидатом, даже если Никсон или Нельсон Рокфеллер (второй по популярности кандидат среди республиканцев) наберут достаточно голосов, чтобы победить в ходе первого тура голосования на конвенции Республиканской партии. Однако на конвенции Никсон набрал 692 голоса, на 25 голосов больше, чем необходимо. Рокфеллер занял второе место, а Рейган — третье.

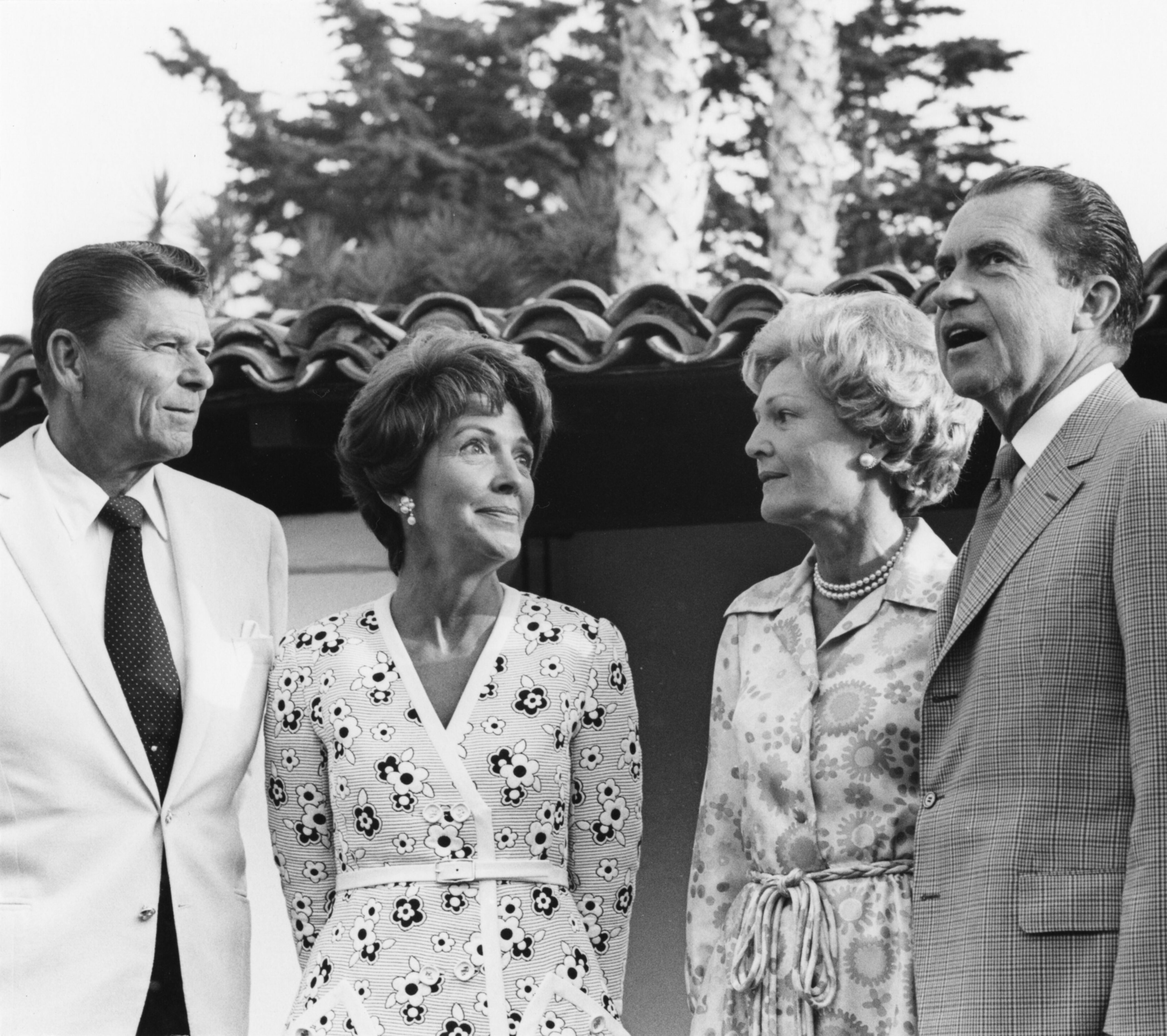
Июль 1970. Чета Рейганов на встрече с президентом Никсоном и его супругой Пэт Никсон

Рейган участвовал в конфликтах с различными движениями протеста, конфликты стали самыми напряжёнными за всю эпоху. 15 мая 1969 во время протестов в народном парке Беркли Рейган отправил сотрудников дорожной полиции Калифорнии и других полицейских усмирить протестантов. Этот конфликт стал известен как «Кровавый четверг». Затем Рейган призвал 2200 национальных гвардейцев, чтобы на две недели оккупировать Беркли согласно приказу расправиться с протестующими. Когда Симбионистская армия освобождения захватила Патрисию Херст в Беркли и потребовала доставки еды беднякам, Рейган пошутил: «Как жаль, что сейчас нет эпидемии ботулизма!»
В начале 1967 начались национальные дебаты по проблемам абортов. Сенатор-демократ от штата Калифорния Энтони Бейленсон выдвинул «закон о терапевтических абортах» в целях сократить число «абортов, совершаемых в задних комнатах», имевших место в Калифорнии. Законодатели штата отправили этот билль Рейгану и, после многодневного размышления, он подписал его. В результате в штате было сделано около двух миллионов абортов, главным образом благодаря положению данного закона, разрешавшему делать аборт ради сохранения здоровья матери. До подписания Рейган был на посту всего лишь 4 месяца, после он заявил, что если бы он был более опытным губернатором, то никогда бы не подписал этот билль. Признав свою ответственность за то, что он назвал «последствиями» билля, Рейган объявил, что был за движение в защиту неродившихся детей. Позднее он определился со своей негативной позицией по вопросам абортов, известно множество его цитат по этому вопросу.
После провалившейся попытки отозвать Рейгана в 1968 он был переизбран в 1970, победив на выборах видного калифорнийского политика-демократа Джесса Марвина Унраха по прозвищу «Большой Папа». Рейган решил не выдвигать свою кандидатуру на третий срок. Одним из его величайших разочарований на посту губернатора было решение Верховного суда штата Калифорния по делу «штат против Андерсона», согласно которому максимальным наказанием, допустимым для применения в Калифорнии, стало пожизненное заключение, а все смертные приговоры, которые выносились здесь до 1972 года, были признаны недействительными. Сам Рейган выступал за соблюдение законов штата о смертной казни, применение которой он рьяно поддерживал. Единственной казнью, совершённой за время его губернаторства, стала казнь в газовой камере тюрьмы Сан-Квентин Аарона Митчелла 12 апреля 1967.
В ходе своего губернаторского срока политические убеждения Рейгана пришли в окончательную форму, и он придерживался их в ходе дальнейшей политической карьеры и своего пребывания на посту президента. В ходе своей кампании Рейган выступал против идеи государства благоденствия. Он твёрдо поддерживал идеал республиканцев об уменьшении государственного контроля над экономикой, включая борьбу с неоправданными налогами федерального правительства.

### Президентские выборы — 1976

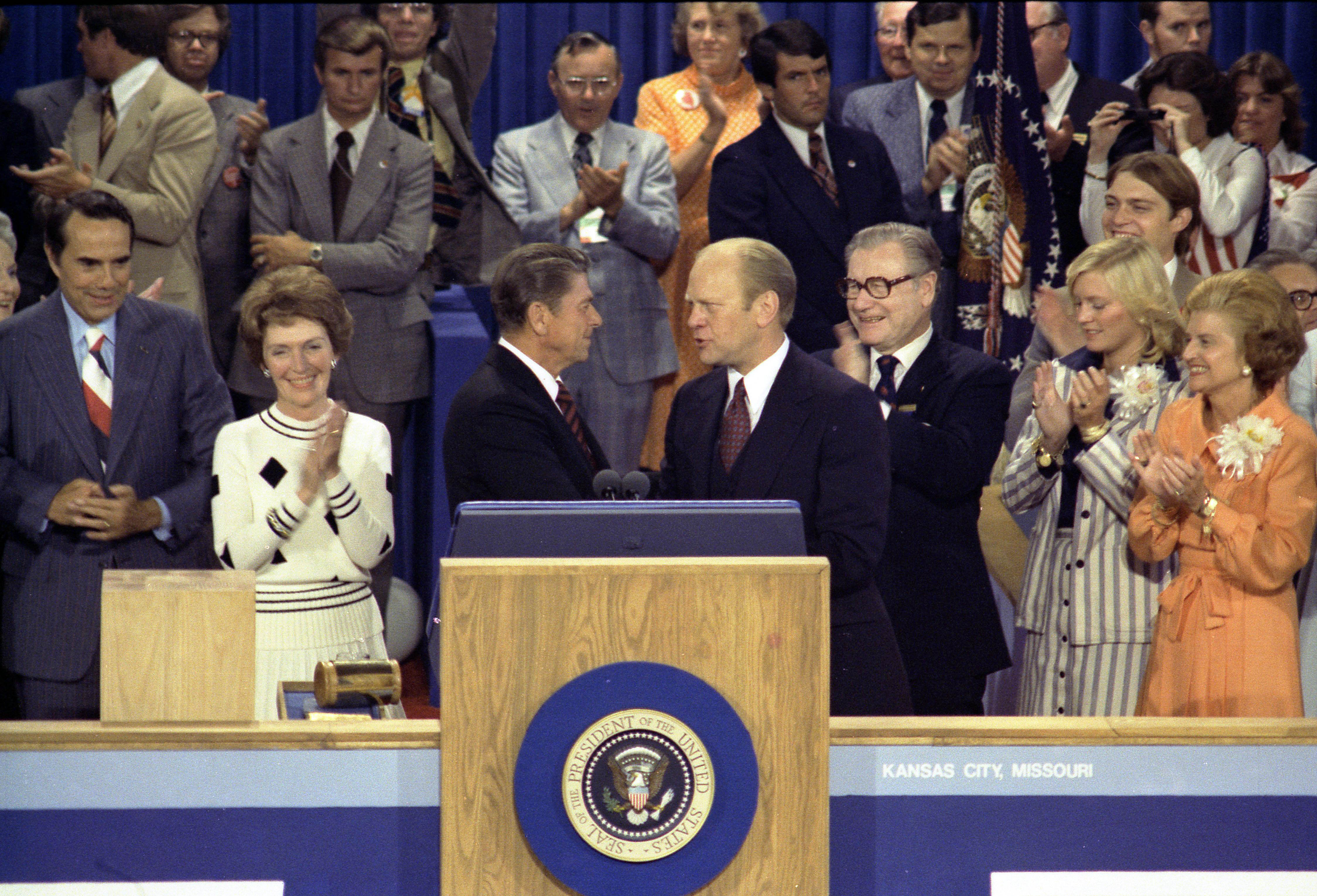
Национальный конвент Республиканской партии — 1976. Слева направо: Боб Доул, Нэнси Рейган, Рональд Рейган, Джеральд Форд, Нельсон Рокфеллер, Сьюзен Форд и Бетти Форд. Рейган только что объявил о своём поражении

В 1976 году на выборах кандидата в президенты США от Республиканской партии Рейган бросил вызов действующему президенту Джеральду Форду. Он обозначил себя как консервативного кандидата и пользовался поддержкой таких организаций консервативной направленности, как Американский консервативный союз, что стало ключом его политической базы, в то время как президент Форд пользовался поддержкой более умеренных республиканцев.
Кампания Рейгана была построена на стратегии, разработанной главой кампании Джоном Сирсом. Стратегия заключалась в победе на нескольких первичных выборах раньше старта кампании Форда. Рейган одержал победу на выборах в Северной Каролине, в Техасе и Калифорнии, но вскоре поддержка его кампании ослабла, и он закончил поражением в Нью-Гемпшире и во Флориде.
К началу партийной конвенции Форд вырвался вперёд и был близок к победе. Понимая, что в партии сейчас сильно чувствуется влияние умеренного крыла, Рейган выбрал умеренно настроенного республиканца сенатора Ричарда Швайкера в качестве своего кандидата в вице-президенты. Тем не менее, Форд одержал победу, набрав 1187 голосов делегатов против 1070 голосов, набранных Рейганом.
Публичные речи Рейгана заостряли внимание на опасности ядерной войны и на угрозе, которую представлял Советский Союз. В одном из радиокомментариев в 1975 году он, в частности, заявил:

Коммунизм — это ни экономическая, ни политическая система, это форма безумия, временное отклонение, которое вскоре исчезнет с лица Земли, потому что он противен человеческой природе. Вопрос только в том, сколько ещё бед он принесёт до своей кончины.
Оригинальный текст (англ.)Communism is neither an economic nor a political system — it is a form of insanity — a temporary aberration which will one day disappear from the earth because it is contrary to human nature. I wonder how much more misery it will cause before it disappears.
— Рональд Рейган
Хотя он и проиграл партийные выборы, на ноябрьских президентских выборах он получил 307 голосов от штата Нью-Гемпшир, 388 голосов в качестве независимого кандидата в штате Вайоминг и получил один голос «недобросовестного выборщика» от штата Вашингтон. В итоге Форд проиграл президентские выборы 1976 года демократу Джимми Картеру.

### Президентские выборы 1980 года

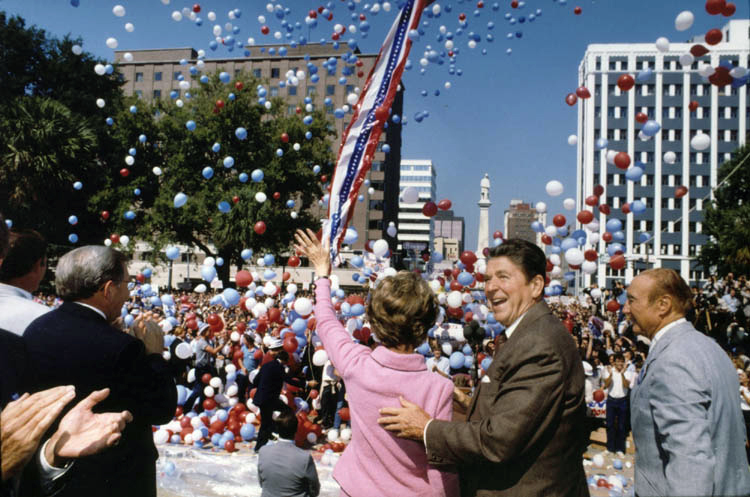
Рональд и Нэнси Рейган, сенатор Стром Тэрмонд (справа) во время кампании в Южной Каролине, 1980

Рейган бросил вызов действующему президенту Джимми Картеру. В ходе кампании соперники обсуждали внутреннюю обстановку в стране и захват американских заложников в Иране. Рейган подчёркивал свои фундаментальные принципы: снижение налогов для стимулирования экономики, сокращения влияния правительства на жизнь простых граждан, права штатов и сильная национальная оборона.
После получения мандата республиканской партии на президентские выборы Рейган выбрал одного из своих главных оппонентов — Джорджа Буша-старшего в качестве своего кандидата в вице-президенты. Появление на октябрьских телевизионных дебатах способствовало росту его кампании. В итоге Рейган одержал победу на выборах, победив в 44 штатах, собрав 489 голосов выборщиков. Картер победил в 6 штатах, собрав 49 голосов выборщиков. По общему числу голосов результат Рейгана составил 50,7 % против 41 % набранных Картером. (6,7 % набрал независимый кандидат либеральный республиканец Джон Б. Андерсон). Впервые с 1952 республиканцы смогли занять 34 дополнительных места в Сенате, но демократы всё равно остались в большинстве. На этих выборах о себе впервые заявил Рейгановский демократ.

## Президентство
В ходе своего президентского правления, называемого революцией Рейгана, президент проводил политику, отражающую его личную веру в свободу личности. Он внёс большие изменения в экономическую, внутреннюю и внешнюю политику США, поднял моральный дух американцев, люди стали меньше полагаться на правительство. Рейган вёл дневники, в которых комментировал ежедневные события и свои взгляды на них. В 2007 его дневники были опубликованы в книге «Дневники Рейгана», ставшей бестселлером.

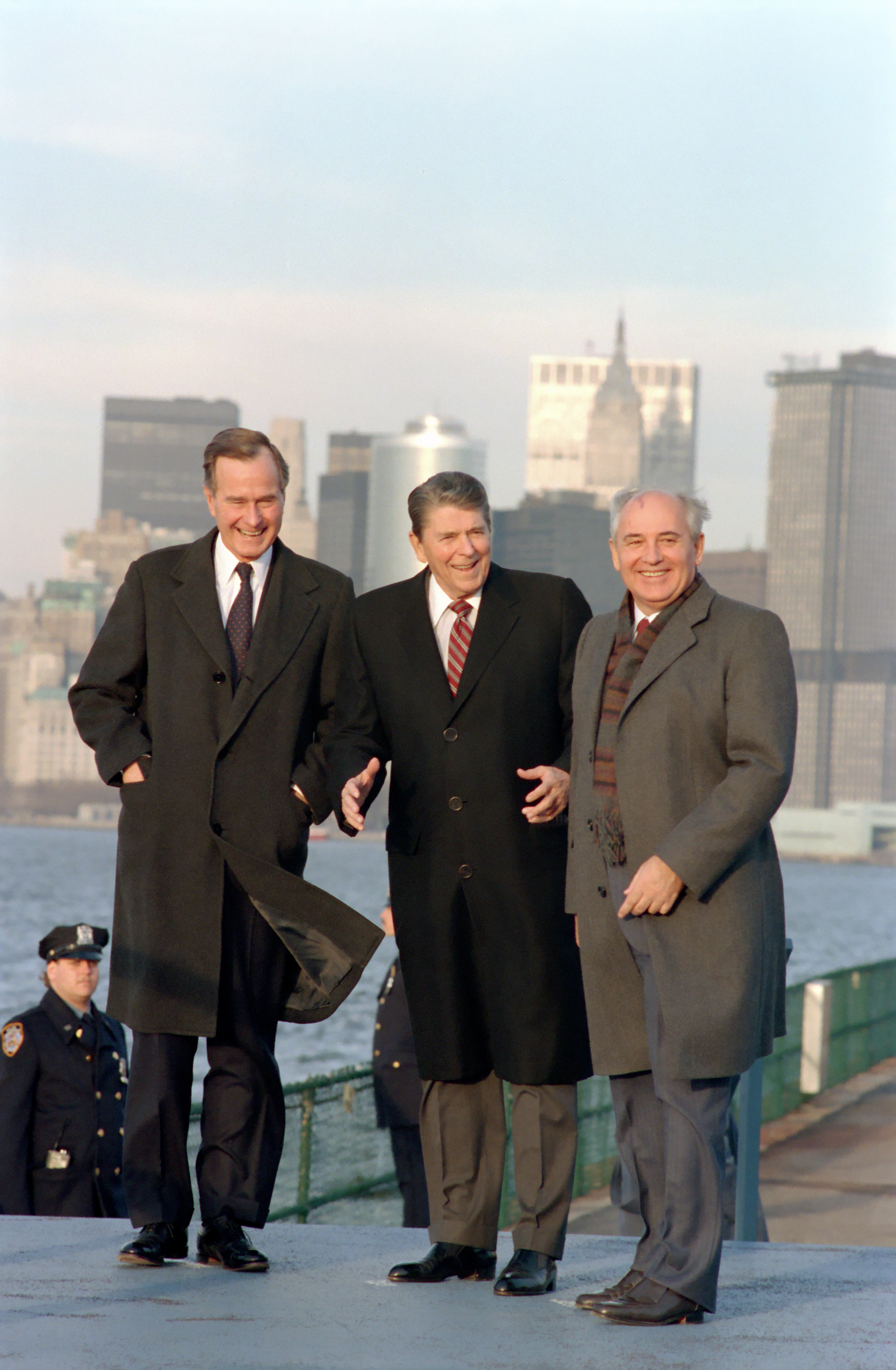
Михаил Горбачёв, Рональд Рейган (в центре) и Джордж Буш (слева) в США, декабрь 1988 года

Государственная политика США приобрела при Рейгане жёстко антикоммунистический характер, соответствующий мировоззрению и политическим взглядам президента. Соответствующие политические и идеологические установки были чётко заявлены в предвыборных программах Республиканской партии, принятых при выдвижении кандидатуры Рейгана на выборах 1980 и 1984 годов. Партийная платформа 1980 года ставила задачу применить все невоенные средства, чтобы остановить наступление коммунизма. Партийная платформа 1984 года характеризовала противостояние марксистско-ленинским режимам как фундаментально мотивированное моральными принципами. Рейган не жалел денег на оборону: при нём бюджетные военные расходы США в 1987 году составили 282 миллиарда долларов (в последнем бюджете Дж. Картера на них было выделено только 160 миллиардов долларов).
Во второй половине 1980-х годов Рейган признал перемену советского курса при Михаиле Горбачёве и поменял направление дипломатии, с намерением побудить советского лидера прийти к прочным соглашениям о вооружениях. Личной целью Рейгана стало достижение «мира, свободного от ядерных вооружений», которые он рассматривал как «полностью иррациональные, полностью бесчеловечные, ни на что не годные кроме убийства, возможно разрушительные для жизни на Земле и для цивилизации». Рейган смог начать переговоры о ядерном разоружении с генеральным секретарём Горбачёвым. Между 1985 и 1988 годами Горбачёв и Рейган провели четыре совещания: первое в Женеве (Швейцария), второе в Рейкьявике (Исландия), третье в Вашингтоне.
Подписание в декабре 1987 года Договора о ракетах средней и меньшей дальности стало поворотным пунктом в отношениях СССР и США. Холодная война ещё продолжалась, однако накал противостояния резко спал, конфронтационная риторика начала сменяться партнёрской.

## После президентства (1989—2004)

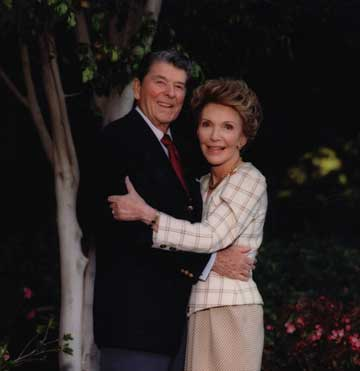
Рональд и Нэнси Рейган в начале 1990-х в Лос-Анджелесе после оставления ими Белого дома

Покинув Белый дом в 1989 году, семья Рейган приобрела дом в Бель-Эйре, Лос-Анджелес, в дополнение к своему ранчо Рейган в Санта-Барбаре. Чета Рейган регулярно посещала пресвитерианскую церковь Бель-Эйр, Рейган иногда выступал от лица Республиканской партии. На национальной республиканской партийной конвенции в 1992 году Рейган произнёс речь, которая была хорошо принята. 4 ноября 1991 года торжественно открыта Президентская библиотека Рональда Рейгана. На церемонии открытия присутствовали пять экс-президентов и шесть бывших первых леди, обозначая таким образом пятерых предыдущих президентов, собравшихся в одном месте. Рейган выступил в пользу билля Бредли (поправки к конституции, требующей, чтобы бюджет был сбалансирован) и отмены 22-й поправки, запрещающей любому президенту оставаться на посту более двух сроков. В 1992 году Рейган учредил Медаль свободы Рональда Рейгана и президентский фонд Рональда Рейгана. 3 февраля 1994 года он произнёс последнюю публичную речь в ходе своего чествования в Вашингтоне, последний раз он появился на публике 27 апреля того же года во время похорон Ричарда Никсона.

### Болезнь Альцгеймера
В августе 1994 года в возрасте 83 лет у Рейгана была обнаружена болезнь Альцгеймера. В ноябре он проинформировал об этом американский народ в собственноручно написанном письме:

Мне сказали недавно, что я — один из миллионов американцев, которым предстоят страдания от болезни Альцгеймера… В настоящее время я чувствую себя хорошо. Я надеюсь прожить остаток дней, который Господь даровал мне на этой земле, делая то, что я всегда делал… Сейчас я начинаю путешествие, которое приведёт меня к закату моих дней. Я знаю, что Америка всегда будет сияющим градом на холме. Спасибо вам, друзья мои. Да благословляет Вас всегда Господь.— 
После объявления диагноза по адресу дома Рейганов в Калифорнии стали приходить письма поддержки с благими пожеланиями. Однако ходили слухи, что Рейган начал демонстрировать симптомы умственной дегенерации, ещё будучи президентом. Бывшая корреспондентка Си-би-эс в Белом доме Лесли Сталь вспоминает интервью, в ходе которого рассеянный Рейган, казалось, не понимал, кто, кроме него, находится в комнате, и перед тем, как Рейган пришёл в себя, она была близка к тому, чтобы заявить о дряхлости президента. Однако доктор Лоуренс К. Альтман, врач и репортёр Нью-Йорк Таймс отметил, что трудно отличить простую забывчивость и начало болезни Альцгеймера. Все четверо врачей Рейгана в Белом доме заявили, что они не видели никаких доказательств, что у президента началась болезнь Альцгеймера в ходе его пребывания на посту. Доктор Джон Е. Хаттон, первый врач Рейгана в период с 1984 по 1989 год, заявил, что президент «не показывал абсолютно никаких признаков слабоумия или болезни Альцгеймера». Память иногда подводила Рейгана, особенно с именами. Однажды во время встречи с премьер-министром Японии Ясухиро Накасоне Рейган несколько раз отозвался о вице-президенте Буше как о «премьер-министре Буше». Тем не менее врачи Рейгана отмечают, что явные симптомы болезни появились только в конце 1992 или 1993 годов, через несколько лет после того, как он оставил свой пост. Бывший глава президентского штаба Джеймс Бейкер отметил, что мысль, будто Рейган спал в ходе кабинетных заседаний, «смехотворна». Другие члены штаба, бывшие помощники и друзья заявили, что также не видели никаких признаков болезни Альцгеймера, когда Рейган пребывал на своём посту.
За пять лет до обнародования диагноза, в июле 1989 года, Рейган получил травму головы. Находясь в Мексике, он упал с лошади. В том же году он был прооперирован по поводу обнаруженной субдуральной гематомы.
С развитием болезни Альцгеймера Рейган стал всё меньше появляться на публике, и в результате его семья пришла к решению, что ему следует жить в спокойствии и изоляции. В 2001 году Нэнси Рейган заявила Ларри Кингу во время интервью в CNN, что только очень немногим посетителям позволялось видеть её мужа, потому что она считает, что «Ронни хотел бы, чтобы люди помнили его таким, каким он был». После установления диагноза Нэнси Рейган стала выступать за исследования стволовых клеток, призывая Конгресс и президента Джорджа Буша-младшего поддерживать финансирование этих исследований из федерального бюджета.
С годами болезнь медленно разрушала умственные способности Рейгана. Он мог узнавать только некоторых людей, включая жену Нэнси. Однако он продолжал вести активный образ жизни, гулял по парку близ своего дома и по пляжам, регулярно играл в гольф и часто посещал свой офис в находящемся неподалёку Century City.
13 января 2001 года Рейган, находясь у себя дома в Бель-Эйр, упал и сломал бедро. Обломки были совмещены на следующий день, и 89-летний Рейган вернулся домой в конце недели, хотя ему пришлось подвергнуться мучительной физиотерапии на дому. 6 февраля 2001 года Рейгану исполнилось 90 лет, он стал третьим в истории экс-президентом, достигшим данного возраста (до него — Джон Адамс и Герберт Гувер, после него — Джеральд Форд, Джордж Буш и Джимми Картер).

## Смерть

### Смерть
Скончался 5 июня 2004 года у себя дома в Бель-Эйр в Лос-Анджелесе в возрасте 93 лет. Смерть наступила в 13:00 по местному времени (20:00 по Гринвичу). В момент кончины рядом с ним находилась его супруга, Нэнси Рейган, которая отказалась сообщить детали о состоянии мужа перед смертью, заявив лишь: «долгий путь Ронни достиг той точки, в которой я больше не могу быть рядом с ним». На момент смерти Рональд Рейган болел воспалением лёгких на фоне болезни Альцгеймера.
«Рейган своим величием заслужил уважение американцев, а его добродетели стали источником народной любви».
Вскоре Нэнси Рейган выпустила заявление, гласящее: «Моя семья и я хотели бы сообщить миру о смерти Рональда Рейгана в возрасте 93 лет после 10 лет страданий от болезни Альцгеймера. Мы ценим молитвы каждого.».

### Мировая реакция на смерть Рейгана
Президенту США Джорджу Бушу сообщили о смерти Рейгана во время ужина в Париже с президентом Франции Жаком Шираком. Буш назвал день смерти Рейгана «печальным днём». Буш выразил соболезнования вдове Рейгана Нэнси, которая заявила, что ценит «молитвы всех, кто эти годы молился за его здоровье». После сообщения о смерти Рейгана по всей Америке были приспущены флаги. Президент Джордж Буш-младший объявил 11 июня национальным днём траура.
«Президент Рейган был одним из моих самых близких политических союзников и личных друзей».
- Представитель Букингемского дворца сообщил, что «Королева Елизавета II весьма опечалена кончиной Рональда Рейгана».
- Бывший британский премьер Маргарет Тэтчер заявила, что Рейган останется в сердцах тех, кто добился свободы в результате его политики. Она назвала его заслугой «победу в холодной войне за свободу без единого выстрела». «То, что он добился столь многого в весьма непростых условиях да ещё с таким чувством юмора и человечным отношением к людям, делает Рональда Рейгана настоящим американским героем», — отметила Тэтчер.
- Экс-президент Советского Союза Михаил Горбачёв также высоко оценил конструктивную позицию Рейгана на американо-советских переговорах и заявил, что без Рейгана перестройки в тогдашнем СССР могло и не случиться[89][90].
- Венгерский премьер Виктор Орбан заявил агентству «Ассошиэйтед пресс», что «Венгрия и Европа не забудут помощи Рейгана и его поддержки бывшим коммунистическим странам».
- Бывший чешский диссидент Иржи Динстбир отметил, что при Рейгане «поддержка Америки имела очень важное значение для нашей безопасности и положения в обществе».

#### Похороны
Сразу после смерти тело покойного было перевезено из дома в похоронное бюро, а затем доставлено в здание библиотеки и музея, названных в его честь, в городе Сими-Вэлли в штате Калифорния.
Затем гроб с телом перевезён самолётом в Вашингтон, где на два дня установлен в ротонде Капитолия для траурной церемонии с государственными почестями. Попрощаться с покойным пришли за это время около 90 тысяч человек. Представитель госдепартамента США заявил, что в их числе было около 220 бывших и действующих официальных лиц из приблизительно 165 стран, среди них — 25 глав государств и правительств, а также по меньшей мере 14 глав внешнеполитических ведомств и 11 бывших глав государств и правительств.
В день похорон Рейгана, согласно распоряжению президента США Джорджа Буша, не работали все правительственные учреждения и государственные ведомства. Исключение было сделано только для тех структур минобороны, госдепартамента, министерства юстиции и внутренней безопасности, которые обеспечивают «национальную безопасность, оборону и иные общественные задачи».
После церемонии прощания гроб с телом 40-го президента США, покрытый американским флагом был доставлен самолётом на военную базу в Калифорнии, где 12 июня 2004 года в долине Сими, на закате солнца, на берегу океана прошли последние траурные мероприятия. Там его встретил салют из 21 орудия. В церемонии приняли участие около 720 членов семьи Рейганов и близких. Среди них были экс-премьер Великобритании Маргарет Тэтчер, губернатор Калифорнии Арнольд Шварценеггер, актёр Том Селлек и певец Уэйн Ньютон. После прощания катафалк проделал 40-километровый путь до президентской библиотеки в Сими-Вэлли, где тело было предано земле. На протяжении всего маршрута по краю дороги стояли толпы людей. После траурного пушечного и ружейного салюта и молитвы всю неделю покрывавший гроб звёздно-полосатый национальный флаг был особым образом свёрнут в треугольник и по американской воинской традиции передан вдове Нэнси Рейган.

## Брак и дети

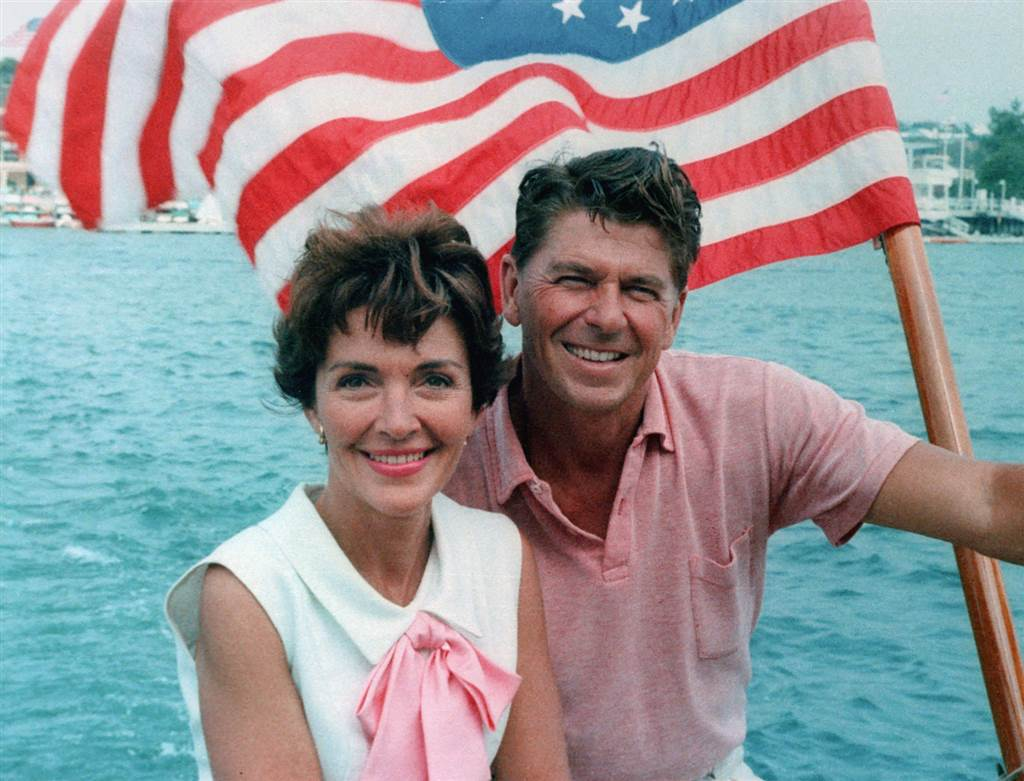
Нэнси и Рональд на катере в Калифорнии, 1964

В 1938 году Рейган снимался в фильме Brother Rat вместе с актрисой Джейн Уайман (1917—2007). Помолвка состоялась в Чикагском театре, венчались 26 января 1940 года в церкви Wee Kirk o' the Heather в городе Глендейл (Калифорния). У них было двое детей: Морин (1941—2001) и Кристина (родилась и умерла в 1947 году), усыновили третьего — Майкла (родился 18 марта 1945 года). В 1948 году Уайман начала бракоразводный процесс, объясняя причину занятостью мужа в гильдии киноактёров и его политическими амбициями. В 1949 году супруги развелись, и до избрания Дональда Трампа Рональд Рейган был единственным разведённым президентом в истории США.
В 1949 году к Рейгану как к президенту гильдии обратилась актриса Нэнси Дэвис (1921—2016), она просила убрать её фамилию из голливудского чёрного списка (её внесли туда по ошибке, перепутав с другой Нэнси Дэвис). Нэнси описала их встречу словами: «Я не знаю, была ли это любовь с первого взгляда, но это было приятное сближение». Их помолвка состоялась в ресторане Чейзен в Лос-Анджелесе, венчались 4 марта 1952 года в церкви Литл Браун в долине Сан-Фернандо. Шафером на свадьбе был актёр Уильям Холден. У них было двое детей: Пэтти (родилась 22 октября 1952 года) и Рон (родился 20 мая 1958 года).
Обозреватели описывали их взаимоотношения как действительно близкие и интимные. Когда Рейган стал президентом, а она первой леди, они часто демонстрировали свою любовь друг к другу. Как заметила пресс-секретарь президента: «Их отношения никогда не перерастали в обыденность. Они не переставали оказывать друг другу знаки внимания». Рональд называл свою жену Мамочка, она называла его Ронни.
Однажды он написал о ней: «…[Она —] то чем я дорожу и наслаждаюсь… Для меня всё было бы безразлично без неё». Когда президент оказался в госпитале в результате покушения на него в 1981 году, Нэнси спала в его рубашке, поскольку её успокаивал запах мужа. В письме к американскому народу (1994) Рейган написал: «Недавно я узнал, что стал одним из миллионов американцев, поражённых болезнью Альцгеймера… Я желаю только того, чтобы Нэнси не разделила этой участи». В 1998 году Нэнси заявила журналу Vanity Fair: «Наши отношения особенные. Мы всё ещё очень любим друг друга. Когда я говорю, что моя жизнь началась с Ронни — это правда. Так и было. Я не могу представить свою жизнь без него».

## Наследие
После того как в 1989 году Рейган оставил пост президента, между учёными, историками и вообще среди публики разгорелись споры о значении правления Рейгана. Сторонники экс-президента указывали на более эффективную и процветающую экономику, возникшую в результате проведения рейганомики, триумфы международной политики (одним из которых стало мирное окончание «холодной войны»), восстановление американской гордости и морали. Всё это произошло после восьми лет пребывания Рейгана на посту президента. Критики заявляют, что экономическая политика, проводимая Рейганом привела к возникновению огромного бюджетного дефицита, увеличению социального неравенства, росту числа бездомных, подрыву доверия к США (после дела «Иран-контрас»). Несмотря на продолжающиеся споры согласно данным опросов общественного мнения Рейган занимает первое место по популярности среди современных американских президентов.
Среди ведущих американских политиков и журналистов мнения о Рейгане также различаются. Эдвард Фёлнер, президент фонда «Наследие», заявил, что Рейган «помог в создании более безопасного свободного мира», и отозвался о его экономической политике: «Он принял Америку, страдающей от недомогания… и сделал так, что её граждане снова поверили в свою судьбу». Марк Вайсброт, содиректор Центра экономических и политических исследований, напротив, заявил, что «экономическая политика Рейгана была по большому счёту провальной». Говард Курц из газеты «Вашингтон пост» высказал мнение, что Рейган был «гораздо более противоречивой фигурой в своё время, чем во время всё более бурного потока суждений с экранов телевидения».
Несмотря на продолжающиеся споры о его наследии, многие учёные консервативного и либерального толка соглашаются с тем, что Рейган был наиболее влиятельным американским президентом со времён Джона Кеннеди. Рейган оставил свой отпечаток на американской политике, дипломатии, культуре и экономике. Как резюмировал британский историк М. Дж. Хил, историки согласны с тем, что Рейган восстановил консерватизм, повернул нацию на сторону правонастроенных, проводил весьма прагматичную консервативную политику на основе сбалансированной идеологии и политических ограничений, оживил веру в Президента и самоуважение у американцев и внёс свой вклад в победу в «холодной войне».

### Холодная война
«Холодная война» была главным политическим и экономическим фактором на протяжении более четырёх десятилетий, но противостояние между двумя сверхдержавами ощутимо снизилось к концу второго президентского срока Рейгана. Важность роли Рейгана в окончании «холодной войны» порождает продолжительные и упрямые споры. Некоторая роль Рейгана в падении Советского Союза признаётся, но степень его участия продолжает оспариваться. Многие полагают, что оборонительная политика Рейгана, жёсткая линия в переговорах с СССР и коммунизмом, как и встречи на высшем уровне с генеральным секретарём Горбачёвым, сыграли значительную роль в окончании войны.
Рейган был наиболее примечательным в ряду послевоенных президентов, убеждённых в том, что СССР скорее будет разгромлён, чем с ним удастся договориться; об этом убеждении говорил представитель министерства иностранных дел при Горбачёве Геннадий Герасимов, заявивший, что программа «звёздных войн» была «очень успешным шантажом… Советская экономика не могла выдержать такое соревнование». Сильная ораторская сторона Рейгана породила смешанный эффект среди нации. Джефри Кнопф заметил, что ярлык «зло», возможно, был безразличен для жителей СССР, но породил воодушевление у жителей Восточной Европы, выступавших против коммунизма. То, что Рейган не сыграл вообще никакой роли в окончании «холодной войны», или что его роль была небольшой, отстаивается с равными аргументами. Внутренняя слабость коммунизма стала явной и Советский Союз всё равно бы распался рано или поздно, независимо от того, кто был у власти. Политика сдерживания, проводимая президентом Трумэном, также рассматривается как сила, привёдшая к крушению Советского Союза; вторжение в Афганистан само по себе подорвало советскую систему.
Генеральный секретарь Горбачёв заявил о роли своего бывшего противника в холодной войне следующее: «[Он был] человеком, сыгравшим важную роль в окончании „холодной войны“»; также, он считает что Рейган — «великий президент». Горбачёв не признал ни победу, ни поражение в холодной войне, а скорее её мирное окончание, он сказал, что не оказался запуганным жёсткой риторикой Рейгана. Маргарет Тэтчер, бывший премьер-министр Великобритании, заявила, что «Рейган предостерегал о ненасытной тяге Советского Союза к военной мощи… но он также чувствовал, что он будет разъедаем систематическими провалами, и не подлежит реформированию». Позднее она заявила: «Рональд Рейган был более безупречным, чем любой другой лидер, победивший в холодной войне за свободу, и он сделал это без единого выстрела». Брайан Малруни, бывший премьер-министр Канады, заявил: «Он вошёл в историю, как сильный и драматичный участник [холодной войны]». По признанию Леха Валенсы, бывшего президента Польши: «Рейган стал одним из мировых лидеров, сыгравших главную роль в падении коммунизма».

### Республиканская партия
Рональд Рейган придал новый вид республиканской партии, возглавил современное консервативное движение и изменил политическую динамику США. Всё большее число людей голосовало за республиканскую партию под руководством Рейгана, сам Рейган взывал к религиозным чувствам избирателей. В результате его президентства возник слой так называемых «демократов Рейгана».
После оставления Белого дома Рейган приобрёл знаковое влияние в республиканской партии. С 1989 года на его политику и убеждения периодически ссылались кандидаты на пост президента от республиканской партии. Не стали исключением и кандидаты-республиканцы на выборах 2008 года, они сравнивали себя с Рейганом и даже копировали стратегии его кампаний. Кандидат от республиканцев Джон Маккейн периодически заявлял, что он идёт на выборы как «пехотинец революции Рейгана». Наконец знаменитое выражение Рейгана «правительство не является решением наших проблем, правительство является проблемой» стало неофициальным слоганом, произносимым консервативными комментаторами, как Гленн Бек и Раш Лимбо, также как и возникшего движения чаепития.

### Культурный и политический облик
Согласно колумнисту Чаку Рашу, «Рейган преобразовал институт президентства в США так, как это смогли бы лишь немногие». Он переопределил политическую повестку этого времени, взывая к снижению налогов, к консервативной экономической философии и к усилению военной сферы. Роль, сыгранная им в холодной войне, повысила его роль как лидера в различных сферах. Рейгановский стиль «доброго дяди», оптимизм и простонародная манера поведения также помогла ему провести «порку правительства в художественной форме».
На посту президента Рейган не достигал самого высокого рейтинга одобрения, но его популярность начала расти с 1989 года. Согласно данным опросов 2001 и 2007 годов, Рейган занял 1—2 места в списке величайших президентов в истории, согласно опросу 2007, проведённому компанией Rasmussen Reports, Рейган стал третьим величайшим президентом среди послевоенных президентов, пятым по данным опроса ABC, девятым по данным другого опроса компании Rasmussen Reports 2007 года и девятым в результате опроса 2009 британской газеты The Times. В обзоре 200 историков Siena College Рейган занял 16-е место в ряду 42 личностей. В свете продолжающихся дебатов о значении Рейгана ежегодный обзор президентов кабельного канала C-SPAN поставил Рейгана на десятое место в списке выдающихся президентов. В обзоре 2000 года ведущих историков Рейган занял 11-е место.
В 2011 Институт изучения Америки выпустил первый британский академический обзор рейтингов президентов. Согласно результату опроса британских специалистов по американской истории Рейган занял восьмое место в списке величайших американских президентов.
За свою способность находить общий язык с американским народом Рейган получил хвалебное прозвище «Великий коммуникатор». По этому поводу Рейган заявил: «Я получил прозвище „Великий коммуникатор“. Но я никогда не думал, что дело было в моём стиле — дело было в содержании. Я не был великим коммуникатором, но я сообщал великие вещи». Благодаря возрасту и тихим речам Рейган снискал облик доброго дедушки.
Рейган также получил прозвище «Тефлоновый президент», поскольку несмотря на скандалы, возникающие среди его администрации, его облик в восприятии публики не потускнел. По утверждению депутата Конгресса Патрисии Шрёдер и эпитету репортёра Говарда Курца Рейган обладал способностью «не делать практически ничего плохого и не осуждаться за это».
Реакция общества на Рейгана была всегда смешанной, старейший президент пользовался поддержкой молодых избирателей, создавших альянс, благодаря которому многие из них примкнули к республиканской партии. Рейган не добился такой же поддержки у различных меньшинств, особенно у афроамериканцев, в основном из-за его несогласия с политикой позитивной дискриминации. Однако благодаря поддержке Израиля в ходе всего его президентства он получал поддержку многих евреев и стал первым республиканцем, получившим «еврейский голос». В ходе предвыборных кампаний и своего президентства Рейган часто обращался к семейным ценностям, хотя он и стал первым разведённым американским президентом. Сплав ораторского стиля Рейгана, неуклонного патриотизма, искусство ведения переговоров, как и его прагматичное использование средств массовой информации сыграли определяющую роль в 1980-х и в его будущем наследии.
Рейган часто шутил на своём жизненном пути, в ходе президентства неоднократно показывал свой юмор и был известен как рассказчик историй. Его многочисленные шутки и фразы были отмечены как «классические и легендарные остроты». Одна из наиболее известных его шуток была посвящена Холодной войне. В августе 1984 в ходе еженедельного обращения по радио к американцам Рейган, проводя проверку микрофона перед выступлением, позволил себе такую шутку:

Мои сограждане американцы. Я рад сообщить вам сегодня, что подписал закон, который навечно поставит Россию вне закона. Мы начнём бомбардировку в течение пяти минут.
Оригинальный текст (англ.)My fellow Americans, I'm pleased to tell you today that I've signed legislation that will outlaw Russia forever. We begin bombing in five minutes.

Бывший помощник Дэвид Герган прокомментировал: «Это был такой юмор… за который, я думаю, люди полюбили Рейгана».
Рейган был большим любителем советских анекдотов и часто цитировал их во время выступлений.

### Почести
Став избранным президентом, Рейган получил пожизненное золотое членство в гильдии киноактёров, был зачислен в зал славы национальной ассоциации ораторов и получил награду Sylvanus Thayer военной академии Вест-Пойнт.
В 1989 получил титул почётного рыцаря большого креста ордена Бани — одного из высочайших британских орденов (Рейган имел право писать после своего имени литеры GCB, но не мог называться «сэром Рональдом Рейганом», так как не был британским подданным). Только два американских президента удостоились этой чести: Рейган и Джордж Буш-старший. Рейган также получил звание почётного члена совета колледжа Кибл (Оксфорд). В 1989 он был награждён большой орденской лентой ордена Хризантем, став вторым американским президентом, удостоившимся этого ордена, и первым, кто получил его за личные заслуги (Дуайт Эйзенхауэр получил его за укрепление американо-японских отношений).
18 января 1993 бывший вице-президент администрации Рейгана и текущий президент Джордж Буш-старший вручил Рейгану президентскую медаль свободы, высшую награду США. Рейган также получил республиканскую сенатскую медаль свободы, высшую награду, вручаемую сенаторам-республиканцам.
В 1998 на 87-й день рождения Рейгана указом президента Билла Клинтона национальный аэропорт Вашингтона был переименован в национальный аэропорт имени Рональда Рейгана. В тот же год в честь Рейгана был назван международный торговый центр в округе Вашингтон. Рейган стал одним из 18 личностей, включённых в список наиболее почитаемых людей XX столетия, по данным опроса американцев 1999 года. Двумя годами позже именем Рейгана была названа подводная лодка (имя дано Нэнси Рейган и ВМС США). Это один из нескольких военных кораблей, названных в честь живущей персоны. Авианосец «Рональд Рейган» стал первым авианосцем, названным в честь живущего американского президента.
В 2002 Конгресс санкционировал внесение дома, где родился и рос до 1920 года Рейган (Диксон, Иллинойс), в список исторических мест и создание там национального музея, передачу дома в федеральную собственность. 16 мая того же года Нэнси Рейган получила золотую медаль Конгресса, высочайшую гражданскую награду.
После кончины Рейгана Национальная почтовая служба США выпустила мемориальную марку в 2005. В том же году позднее CNN вместе с редакторами журнала Time назвала его «самой захватывающей персоной» сети за первые 25 лет существования CNN. Time также поместил Рейгана в список 100 наиболее важных личностей XX столетия. 26 июня 2005 года канал Discovery провёл опрос среди своих зрителей для составления списка величайших американцев, в котором Рейган занял почётное место.
В 2006 Рейган был введён в Калифорнийский зал славы, расположенный в калифорнийском музее истории, женщин и искусств. Каждый год начиная с 2002 губернаторы Калифорнии Грей Дэвис и Арнольд Шварценеггер провозглашают 6 февраля днём Рейгана в штате Калифорния в честь своего знаменитого предшественника. В 2010 Шварценеггер подписал указ о праздновании дня Рейгана в Калифорнии ежегодно 6 февраля.
В 2007 польский президент Лех Качинский посмертно наградил Рейгана высочайшей польской наградой орденом Белого орла, заявив, что американский президент побудил польский народ работать для перемен и помог свергнуть репрессивный коммунистический режим. Качинский сказал, что это «было бы невозможным, если бы не жёсткое мышление, решительность и чувство миссии президента Рональда Рейгана». Рейган поддерживал польскую нацию в ходе своего президентства, помогая антикоммунистическому движению «Солидарность» вместе с папой Иоанном Павлом II.
3 июня Нэнси Рейган открыла статую покойного мужа в ротонде Капитолия. Статуя представляет штат Калифорния в национальном зале собрания скульптур. После смерти Рейгана обе главные американские политические партии согласились возвести статую Рейгана на месте статуи Томаса Старра Кинга. Днём раньше президент Обама подписал акт о создании столетней комиссии Рональда Рейгана, основав комиссию для планирования деятельности по предстоящему столетию со дня рождения Рейгана.
В день независимости 2011 года была открыта другая статуя Рейгана в Лондоне, напротив американского посольства на Гросвенор-сквер. На открытии ожидали вдову Рейгана Нэнси, но она не приехала, её место заняла экс-госсекретарь Кондолиза Райс и от её имени прочитала заявление, затем от имени отсутствующих друзей Рейгана и от имени Маргарет Тэтчер, бывшей премьер-министром во время президентства Рейгана. Она также не смогла посетить церемонию из-за проблем со здоровьем.

### Награды
- Орден Линкольна[англ.] (1981)
- Почётный Рыцарь Большого Креста ордена Бани (Великобритания, 1989).
- Большая лента ордена Хризантемы (Япония, 1989).
- Президентская медаль Свободы с отличием (США, 1993)[106].
- Орден Белого льва (Чехия, 1999).
- Золотая медаль Конгресса (2000).

#### Военные награды США[107]
- Медаль «За защиту Америки»
- Медаль «За Американскую кампанию»
- Медаль Победы во Второй мировой войне
- Медаль «За службу в резерве вооружённых сил»

## Память

### Названия
В США в честь Рональда Рейгана названы Национальный аэропорт в Вашингтоне, а также атомный авианосец CVN-76 Ronald Reagan.
Во время гражданской войны в Сальвадоре именем Рональда Рейгана был назван элитный батальон правительственной армии.
В честь Рональда Рейгана названа улица в столице Украины Киеве.
Имя Рейгана носит улица в селе Ана-Юрт в Крыму.
Второе имя, данное Криштиану Роналду, одному из лучших футболистов в истории, при рождении родители выбрали в честь Рональда Рейгана, так как отец Криштиану был поклонником находившегося в то время у власти американского президента

### Памятники
В 2005 году был открыт памятник Рональду Рейгану в Будапеште.
В ноябре 2011 года памятники Рональду Рейгану были открыты в парке Рике в Тбилиси и в Варшаве, напротив посольства США в Польше, в сквере, который также был назван в честь Рональда Рейгана.
14 июля 2012 года в Гданьске был открыт памятник Рональду Рейгану и Иоанну Павлу II.
10 мая 2017 года в Южном парке в Софии открыт памятник Рональду Рейгану.

### Песни
28 апреля 2012 года музыкальный исполнитель Lemon Demon написал песню Reaganomics посвящённая Рональду Рейгану 

## Речи и выступления
- Империя зла (1983)
- Бомбардировка начнётся через пять минут (1984)
- Доктрина Рейгана (1985)
- Речь у Берлинской стены (1987)